# Ширина на піввисоті

Ширина на напіввисоті, визначена для симетричного розподілу

Ширина на напіввисоті для складного несиметричного розподілу

Ширина на напіввисоті (англ. full width at half maximum, FWHM) — це різниця між двома значеннями незалежної змінної, при якій залежна змінна дорівнює половині свого максимального значення. Іншими словами, це ширина спектральної кривої, виміряна між тими точками на осі у, які є половиною максимальної амплітуди. Напівширина на напіввисоті (half width at half maximum, HWHM) дорівнює половині ширини на напіввисоті.
Ширина на напіввисоті застосовується до таких явищ, як форми спектральних ліній та роздільної здатності спектрометрів, тривалості імпульсів в лініях зв'язку. Для опису ширини променя антени використовується аналогічна величина, яка називається шириною променя половинної потужності.

## Приклади

### Нормальний розподіл
Густина ймовірності нормального розподілу дається формулою{\displaystyle f(x)={\frac {1}{\sigma {\sqrt {2\pi }}}}\exp \left[-{\frac {(x-x_{0})^{2}}{2\sigma ^{2}}}\right]}де σ — стандартне відхилення, а x0 — середнє значення. Тоді справедлива настуупне співвідношення між шириною на напіввисоті і стандартним відхиленням{\displaystyle \mathrm {FWHM} =2{\sqrt {2\ln 2}}\;\sigma \approx 2.355\;\sigma .}Відповідна площа в межах цієї ширини на напіввисоті становить приблизно 76%. Ширина не залежить від середнього значення x0.

### Лоренциан
Часто вживаний в спектроскопії розподіл Лоренца-Коші  визначається формулою{\displaystyle f(x)={\frac {1}{\pi \gamma \left[1+\left({\frac {x-x_{0}}{\gamma }}\right)^{2}\right]}}.}Тут γ - напівширина на напіввисоті, а ширина на напіввисоті відповідно становить{\displaystyle \mathrm {FWHM} =2\gamma .}

### Гіперболічний секанс
Іншою важливою функцією розподілу, пов’язаною з солітонами в оптиці, є гіперболічний секанс:{\displaystyle f(x)=\operatorname {sech} \left({\frac {x}{X}}\right).}Для цього імпульсу ширина на напіввисоті дається формулою{\displaystyle \mathrm {FWHM} =2\operatorname {arsech} \left({\tfrac {1}{2}}\right)X=2\ln(2+{\sqrt {3}})\;X\approx 2.634\;X}де arsech — обернений гіперболічний секанс.